# Milo Parker Jewett
Milo Parker Jewett (St. Johnsbury, 27 aprile 1808 – Milwaukee, 9 giugno 1882) è stato un pedagogista statunitense e primo presidente del Vassar College dal 1861 al 1864.

## Biografia
Era nato a St. Johnsbury, Vermont il 27 aprile 1808. Jewett si era laureato al Dartmouth College (1828) e al Andover Theological Seminary (1833).
Divenne professore di retorica ed economia politica due anni dopo al Marietta College, a Marietta, Ohio, per poi dimettersi nel 1838 dopo aver adottato i principi battisti.
Fu il fondatore e il primo presidente del Judson College nel 1838. Condusse il college fino al 1855. Quindi fondò il Vassar College con Matthew Vassar, dove divenne il primo presidente nel febbraio 1861. Dopo un disaccordo con Vassar, si dimise dal suo ufficio in primavera del 1864 e nel 1867 rimossa a Milwaukee, nel Wisconsin.
Morì il 9 giugno 1882 a Milwaukee, Wisconsin.

## Eredità

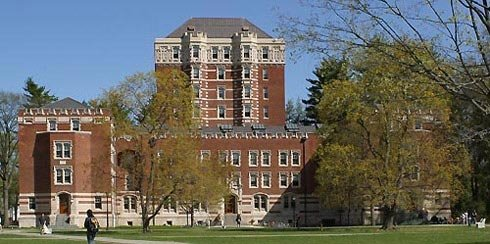
Jewett House, Vassar College, progettata dal prof. Lewis Pitcher del Vassar College e dallo studio di Pitcher & Tachau

La Milo Jewett House di Vassar porta il suo nome in onore della sua promozione dell'educazione femminile e del suo servizio al college.

## Pubblicazioni
- Baptism (1840)
- Education in Europe (1863)
- Relations of Boards of Health and Intemperance (1874)
- The Model Academy (1875)